# Цркве у Сиринићкој жупи
Цркве у Сиринићкој жупи, као заштићена непокретна културна добра имају статус споменика културе од изузетног значаја. Овим називом су обухваћени следећи цркве-споменици културе:
- Црква Светог Димитрија у Вичи
- Црква Светог Ђорђа у Доњој Битињи
- Црква Светог Ђорђа у Горњој Битињи
- Црква Светог Николе у Готовуши (СК 1422)
- Црква Светог Николе у Штрпцу (СК 1423)
- Црква Свете Петке у Беревцу
- Црква Светог Теодора Тирона у Доњој Битињи (СК 1421)
- Црква Успења Богородице у Готовуши

- Црква Св. Петке, Беревце
- Црква Св. Николе, Штрпце
- Црква Св. Теодора Тирона, Доња Битиња
- Црква Св. Ђорђа, Горња Битиња
- Црква Успења Богородице, Готовуша
- Црква Св. Николе, Готовуша
- Црква Св. Николе, Севце
- Црква Св. Димитрија, Вича